# Карица (река)
Карица — река в России, протекает по Бабушкинскому и Тотемскому районам Вологодской области. Устье реки находится в 89 км от устья Толшмы по правому берегу. Длина реки составляет 28 км.
Исток реки расположен в Бабушкинском районе в болотах неподалёку от деревни Дьяково в 5 км к юго-востоку от посёлка и ж/д станции Карица. Первые километры течёт по Бабушкинскому району, затем втекает на территорию Тотемского. На всём протяжении течёт по лесной местности, русло извилистое, генеральное направление течения — северо-запад. В среднем течении на реке стоит посёлок Карица, других населённых пунктов на реке нет. Карица впадает в Толшму выше деревни Нефедьево.

## Притоки
(указано расстояние от устья)
- 1 км: Панога (лв)
- 12 км: Коинга (в водном реестре — река без названия)(пр)

## Данные водного реестра
По данным государственного водного реестра России относится к Двинско-Печорскому бассейновому округу, водохозяйственный участок реки — Северная Двина от начала реки до впадения реки Вычегда, без рек Юг и Сухона (от истока до Кубенского гидроузла), речной подбассейн реки — Сухона. Речной бассейн реки — Северная Двина.
Код объекта в государственном водном реестре — 03020100312103000007766.